# گسل ماهدشت
گسل ماهدشت یکی از گسل‌های جنوب البرز مرکزی می‌باشد. طول این گسل به ۳۰ کیلومتر با راستای شرقی-غربی است. این گسل از عوامل خطرناک تهدید کنندهٔ استان البرز و جنوب غربی استان تهران است. همچنین مجاورت این گسل با گسل‌های ایپک و گسل اشتهارد و خطر تحریک آن گسل‌ها توسط گسل ماهدشت بر مخاطرات این گسل می‌افزاید.

## لرزه خیزی
بنابر تحقیقات انجام شده این گسل، گسل ماهدشت در حال حاضر فعال و توانایی لرزه زایی ۷ تا ۸ ریشتری را داراست. شتاب لرزه‌ای این گسل، ۱۹۶ سانتیمتر بر مجذور ثانیه است.
مسکن مهر ماهدشت بر روی این گسله قرار دارد که در صورت راندگی این گسل، خسارت سنگینی به مسکن مهر این شهر وارد خواهد شد.